# Susanne Hay
Susanne Hay est une artiste peintre allemande née en 1962 à Bad Mergentheim en Allemagne  et morte accidentellement en août 2004 à Lagos, au Portugal.
Elle est connue pour ses toiles représentant des personnes à la piscine ou en voiture.

## Biographie

### Formation
Susanne Hay se forme en 1982-1983 à laFormation à la Kunstakademie de Stuttgart puis, de 1983 à 1989, à l'École nationale supérieure des beaux-arts de Paris.

### Carrière
Elle s'installe à Paris et commence à travailler avec des modèles mis en scène dans des lieux publics.
Sa peinture des corps aux « couleurs sourdes » exprime la solitude et l’intériorisation. Elle tire son inspiration, « baroque ou expressionniste », de maîtres comme Le Caravage, Pontormo, Goya (période noire), Hans Baldung, Bacon.
En 1996, elle réalise une série de toiles montrant des hommes seuls, introvertis, passant le temps dans une piscine publique parisienne. Elle peint aussi une série de nus dans une salle de douche, jouant sur la sensualité conférées par ces salles d'eau. Son œuvre « ne cesse de traquer la vérité des corps, le surgissement incongru de la beauté au sein de leur misère ou de leur effondrement. »
En 2002, elle reçoit une subvention de la DRAC Île-de-France pour l’aménagement d’un atelier.

### Mort
Elle se noie à l'âge de 42 ans, dans un lac au Portugal en voulant sauver deux enfants.

### Vie privée
Mariée à Frédéric de Verville, elle a eu trois enfants.

## Commentaire
Son amie, la peintre Emmelene Landon, dit d'elle : 

« Elle se défendait du monde par sa peinture. »

## Expositions et salons
- 2021 : « Susanne Hay : À la piscine »,  La Piscine, Roubaix[2],[6]
- 2012 : Espace culturel Les Dominicaines, Pont-l'Évêque
- 2007-2008 : Neuhauser Kunstmühle, Salzbourg
- 2006 : 
  - Shedhalle Tübingen
  - Espace culturel Les Dominicaines, Pont-l'Évêque
  - Neuhauser Kunstmühle, Salzbourg
- 2005 :
  - Kunstverein Eisenturm, Mayence
  - Civica Raccolta del Disegno, Salò
- 2004 : Galerie Montrasioarte, Milan
- 2003 : Galerie Eof, Paris
- 2002 : Galerie En dessous du Volcan, Paris
- 2000 : Galerie Schloß Neuhaus, Salzbourg
- 1997 : Galerie Schloß Neuhaus, Salzbourg
- 1997 : Galerie Eof, Paris
- 1995 : Galerie Raymond Banas, maison de la culture, Metz
- 1991 : Maison des beaux-arts, Paris

## Récompenses
- 2004 : 1er prix Paul-Louis-Weiller[7]
- 2001 : Prix de portrait Paul-Louis-Weiller[7] – Prix spécial du jury
- 1995 : 3e prix de portrait Paul-Louis-Weiller[7]
- 1995 : Prix du gouvernement princier (Fondation Prince Pierre-de-Monaco)
- 1987 : 3e prix de portrait Paul-Louis-Weiller[7]
- 1985 : Prix de dessin de l'ENSBA

### Filmographie
- Hommes à l'huile, documentaire sur Susanne Hay, 60 min, 1995. Réalisation, Barbara Teufel ; coproduction de la télévision berlinoise Sender Freies Berlin et de la DFFB (École nationale supérieure de cinéma de Berlin).